# Eriogonum niveum
Eriogonum niveum är en slideväxtart som beskrevs av David Douglas och George Bentham. Eriogonum niveum ingår i släktet Eriogonum och familjen slideväxter. Inga underarter finns listade i Catalogue of Life.